# خط عرض 6° جنوب
خط عرض 6° جنوب هي إحدى دوائر العرض الجغرافية، وهي دوائر وهمية تحيط بالكرة الأرضية، وموازية لخط الاستواء، وتتميز هذه الدائرة بأن الأراضي الواقعة عليها تنتمي للمنطقة المدارية الحارة.

## حول العالم
خط عرض 6° جنوب يبدأ من خط الزوال الأولي ويتجه شرقا ويمر عبر:
| الإحداثيات                         | البلد أو الإقليم أو البحر   | ملاحظات |
| ---------------------------------- | --------------------------- | --- |
| 6°0′S 0°0′E / 6.000°S 0.000°E      | المحيط الأطلسي              | |
| 6°0′S 12°24′E / 6.000°S 12.400°E   | جمهورية الكونغو الديمقراطية | |
| 6°0′S 12°43′E / 6.000°S 12.717°E   | أنغولا                      | |
| 6°0′S 16°36′E / 6.000°S 16.600°E   | جمهورية الكونغو الديمقراطية | |
| 6°0′S 29°11′E / 6.000°S 29.183°E   | بحيرة تنجانيقا              | |
| 6°0′S 29°46′E / 6.000°S 29.767°E   | تنزانيا                     | |
| 6°0′S 38°47′E / 6.000°S 38.783°E   | المحيط الهندي               | قناة زنجبار |
| 6°0′S 39°11′E / 6.000°S 39.183°E   | تنزانيا                     | جزيرة زنجبار |
| 6°0′S 39°23′E / 6.000°S 39.383°E   | المحيط الهندي               | مرورا عبر the Amirante Islands, سيشل · مرورا بجنوب Île Platte, سيشل · مرورا بشمال the Eagle Islands وThree Brothers, إقليم المحيط الهندي البريطاني · مرورا بجنوب the جزيرة سومطرة, إندونيسيا        |
| 6°0′S 105°58′E / 6.000°S 105.967°E | إندونيسيا                   | جزيرة جاوة (جزيرة) |
| 6°0′S 106°21′E / 6.000°S 106.350°E | بحر جاوة                    | |
| 6°0′S 107°0′E / 6.000°S 107.000°E  | إندونيسيا                   | جزيرة جاوة (جزيرة) |
| 6°0′S 107°22′E / 6.000°S 107.367°E | بحر جاوة                    | مرورا بجنوب the جزيرة كاريمون جاوة, إندونيسيا · مرورا بجنوب the جزيرة باويان, إندونيسيا |
| 6°0′S 120°27′E / 6.000°S 120.450°E | إندونيسيا                   | جزيرة سيلايار (جزيرة) |
| 6°0′S 120°33′E / 6.000°S 120.550°E | بحر باندا                   | |
| 6°0′S 124°3′E / 6.000°S 124.050°E  | إندونيسيا                   | جزيرة جزر توكانغبيسي |
| 6°0′S 124°4′E / 6.000°S 124.067°E  | بحر باندا                   | |
| 6°0′S 132°27′E / 6.000°S 132.450°E | إندونيسيا                   | جزيرة جزر كاي |
| 6°0′S 132°28′E / 6.000°S 132.467°E | بحر آرافورا                 | مرورا بجنوب the جزر جزيرة كاي الصغرى وجزيرة كاي الكبرى, إندونيسيا · مرورا بشمال the جزيرة جزيرة ميكور, إندونيسيا                                                                                    |
| 6°0′S 134°18′E / 6.000°S 134.300°E | إندونيسيا                   | جزر جزيرة ووكام وجزيرة كوبرور |
| 6°0′S 134°42′E / 6.000°S 134.700°E | بحر آرافورا                 | |
| 6°0′S 138°19′E / 6.000°S 138.317°E | إندونيسيا                   | جزيرة غينيا الجديدة |
| 6°0′S 141°0′E / 6.000°S 141.000°E  | بابوا غينيا الجديدة         | جزيرة غينيا الجديدة |
| 6°0′S 147°30′E / 6.000°S 147.500°E | بحر سليمان                  | |
| 6°0′S 148°54′E / 6.000°S 148.900°E | بابوا غينيا الجديدة         | جزيرة جزيرة نيو بريتين |
| 6°0′S 151°3′E / 6.000°S 151.050°E  | بحر سليمان                  | |
| 6°0′S 154°48′E / 6.000°S 154.800°E | بابوا غينيا الجديدة         | جزيرة بوغاينفيل |
| 6°0′S 155°24′E / 6.000°S 155.400°E | المحيط الهادئ               | Passing between Roncador Reef وOntong Java Atoll, جزر سليمان · Passing between Nanumea atoll و Nanumanga island, توفالو · مرورا بشمال Niutao island, توفالو · مرورا بجنوب Starbuck Island, كيريباتي |
| 6°0′S 81°8′W / 6.000°S 81.133°W    | بيرو                        | |
| 6°0′S 73°8′W / 6.000°S 73.133°W    | البرازيل                    | الأمازون (ولاية) بارا توكانتينس مارانهاو بياوي سيارا ريو غراندي دو نورتي |
| 6°0′S 35°7′W / 6.000°S 35.117°W    | المحيط الأطلسي              | |